# Казале Коничела (Кјети)
Казале Коничела (итал. Casale Conicella) је насеље у Италији у округу Кјети, региону Абруцо.
Према процени из 2011. у насељу је живело 36 становника. Насеље се налази на надморској висини од 956 м.